# Милькерсдорф
Ми́лькерсдорф или Го́рней (нем. Milkersdorf; н.-луж. Górnej) — деревня в Нижней Лужице, Германия. Входит в состав коммуны Кольквиц района Шпре-Найсе в земле Бранденбург.

## География
Находится примерно в двенадцати километрах южнее Котбуса. Через деревню проходит автомобильная дорога 7131, которая через дорогу 7132 соединена с федеральной трассой 49. На юге от деревни проходит железнодорожная линия Берлин — Гёрлиц.
Соседние населённые пункты: на севере — административный центр коммуны Вербен, на востоке — деревни Попойце и Кособуз, на юге — деревня Ксишов, на юго-западе — деревня Дубе и на северо-западе — деревня Бобов.

## История
Впервые упоминается в 1652 году под наименованием Popewitz.
До 1993 года была центром одноимённой коммуны. С 1993 года входит в состав современной коммуны Кольквиц.
В настоящее время деревня входит в состав культурно-территориальной автономии «Лужицкая поселенческая область», на территории которой действуют законодательные акты земель Саксонии и Бранденбурга, содействующие сохранению лужицких языков и культуры лужичан.

## Население
Официальным языком в населённом пункте, помимо немецкого, является также нижнелужицкий язык.
Согласно статистическому сочинению «Dodawki k statisticy a etnografiji łužickich Serbow» Арношта Муки в 1884 году проживало 263 человека (из них — 259 серболужичанина (98 %)).
Лужицкий демограф Арношт Черник в своём сочинении «Die Entwicklung der sorbischen Bevölkerung» указывает, что в 1956 году при общей численности в 301 человека серболужицкое население деревни составляло 57,8 % (из них нижнелужицким языком активно владело 120 человек, 6 — пассивно и 38 несовершеннолетних владели языком).
| 1875 | 1890 | 1910 | 1925 | 1939 | 1946 | 1950 | 1964 | 1981 | 1992 | 2006 |
| ---- | ---- | ---- | ---- | ---- | ---- | ---- | ---- | ---- | ---- | ---- |
| 245  | 264  | 280  | 281  | 240  | 312  | 330  | 272  | 227  | 215  | 236  |